# Эпиретинальная мембрана
Эпиретинальная мембрана (макулярная складка) — глазное заболевание, возникающее вследствие нарушений в стекловидном теле, или, гораздо реже, диабета.

## Механизм и диагностика
Как результат действий иммунной системы по защите сетчатки, клетки иногда сходятся в макулярной области, так как стекловидного тело стареет и перемещается наружу, образуя отслоение стекловидного тела (posterior vitreous detachment; PVD). PVD может незначительно повредить сетчатку, стимулируя экссудат, воспалительный и, как следствие, лейкоцитозный процессы. Эти клетки могут образовывать прозрачный слой постепенно, затягиваясь и создавая напряженность сетчаки, заставляя её выпирать в складки (макулярные складки, например) или даже вызвать вздутие или отек макулы. Это нередко приводит к искажениям поля зрения, которые представляются как струны с размытостью при взгляде на линии на листе бумаги (или сетку Амслера) в пределах макулярной области или в центре визуальной арки с координатами 1.0. Обычно это сначала происходит в одном глазу и может привести к бинокулярной диплопии или двоению в глазах, если изображение от одного глаза сильно отличается от другого. Искажения могут сделать объекты различными по размеру (обычно увеличенными (макропсия)), особенно в центральной части поля зрения, создавая локализованные поля, пораженные анизейконией, которые нельзя полностью скорректировать оптически с помощью очков, хотя, даже частичная коррекция может значительно улучшить бинокулярность зрения. До 50-летнего возраста такие клетки могут тянуть несвязанно и распадаться самостоятельно, но у большинства больных (старше 60 лет) их состояние остается постоянным. Поскольку основные клетки фоторецепторов, палочки и колбочки, как правило, не повреждаются, если мембрана не становится слишком жесткой и твердой, то такая ситуация обычно не приводит к макулярной дегенерации.

## Хирургия эпиретинальной мембраны
Хирурги могут удалить корку мембраны через склеру, улучшив остроту зрения на две и более строки таблицы Херманна Снеллена. Обычно стекловидное тело заменяется с целью очистки в процедуре витроэктомии. Если искажения не создают серьезных препятствий для повседневной жизни, то хирургия обычно не рекомендуется, поскольку она связана с возможностью осложнений, таких как инфекции и возможность отслоения сетчатки. Более частыми осложнениями при хирургической витроэктомии являются повышение внутриглазного давления, кровотечение в глаз и катаракта. У многих пациентов развивается катаракта в течение первых нескольких лет после операции. Иногда визуальные искажения и двоение в глазах, порожденные катарактой, путают с эпиретинальной мембраной.

## Профилактика
Не существует убедительных доказательств пользы каких-либо профилактических мероприятий, так как это, похоже, естественная реакция на возрастные изменения в стекловидном теле. Заднее отслоение стекловидного тела (PVD), по оценкам, происходит у 75 % населения старше 65 лет, которое не причиняет особого вреда (однако является тревожным симптомом) и обычно не угрожает зрению. Однако, поскольку эпиретинальная мембрана является следствием защитной реакцией против PVD, порождающей воспаления, образования экссудативной жидкости и рубцовой ткани, то возможно, НПВП может замедлить воспалительный процесс. Обычно когда наблюдаются мигающие световые или плавающие точки в глазах, то это скорее признак проблем в стекловидном теле, нежели образования эпиретинальной мембраны.

## Научное обоснование
Эта глазная патология была впервые описана А. В. Ивановым в 1865 году и она происходила у 7 % населения. Она происходила чаще в старших возрастных группах, как показали результаты прозекции — у 2 % населения в возрасте 50 лет и у 20 % в возрастной группе 75 лет.
Источники клеток эпиретинальных мембран (ERM), как было установлено, являются находящиеся в различных пропорциях глиальные клетки, клетки пигментного эпителия сетчатки (retinal pigment epithelial; RPE), макрофаги, фиброциты и клетки коллагена. Клетки из разрывов сетчатки, прежние отслоения или криопексии состоят в основном из дисперсных клеток RPE, в то время как клетки глиального происхождения преобладают в идиопатической патологии. Ламиноциты являются основным типом клеток в ERM. Эти клетки часто встречаются в небольших и дисперсных количествах в глазах с PVD. Наличие пигментных клеток сетчатки неизменно указывает на пролиферативную ретинопатию и заметно только в связи с разрывами и отслоением сетчатки.
Заболеваемость связанная с PVD составляет от 75 до 93 %, и PVD присутствует почти во всех глазах с повреждением или отслоением сетчатки и последующим образованием ERM. PVD может привести к разрывам сетчатки, а это, в свою очередь, может привести к освобождению клеток RPE, которые иннициируют формирование мембраны. Небольшие повреждения внутренней ограничивающей мембраны (ILM) после PVD способствуют доступу астроцитов в стекловидное тело, где могут пролиферировать. Многие ERM также содержат ILM фрагменты, которые могут быть очищены раздельно. В конечном итоге, кровоизлияние в стекловидное тело, воспаление или то и другое вместе, связаны с PVD и могут стимулировать формирование ERM.
По всей видимости, частота проявлений не зависит от пола.

## Синонимы
Макулярная складка, эпимакулярная мембрана, преретинальная мембрана, целлофановая макулопатия, складка сетчатки, ретинопатия поверхности складок, премакулярный фиброз, и болезнь внутренней ограничивающей мембраны.

## В популярной культуре
- В 1996 году американский актер, сценарист и драматург Сполдинг Грей выпустил «Gray’s Anatomy» — фильм-монолог, описывающий свои переживания как лица, страдающего макулярной складкой и его решение сделать операцию.
- В 2011 в фильме «Пол» у Руфь была эпиретинальная мембрана, осложненная отеком желтого пятна в левой полости стекловидного тела.